# Thrasychiroides brasilicus
Espèce
Thrasychiroides brasilicus est une espèce d'opilions eupnois de la famille des Neopilionidae.

## Distribution
Cette espèce est endémique du Paraná au Brésil. Elle se rencontre vers Piraquara.

## Description
Le mâle holotype mesure 4,5 mm.

## Systématique et taxinomie
Cette espèce a été décrite par Soares et Soares en 1947.

## Étymologie
Son nom d'espèce lui a été donné en référence au lieu de sa découverte, le Brésil.

## Publication originale
- Soares & Soares, 1947 : « Alótipos e novas formas de opiliões Paranaenses. » Papéis avulsos do Departamento de Zoologia, vol. 8, no 5, p. 63–84.